# Etioplast

Diferents tipus de plastidis

Els etioplasts són cloroplasts que no han estat exposats a la llum (etiolació). Normalment es troben en les plantes amb flors (Angiospermes) que creixen en la foscor. Si una planta es manté fora de la llum durant diversos dies, els seus cloroplasts normals es converteixen en etioplasts. Els etioplasts no tenen pigment actiu i tècnicament es poden considerar leucoplasts. Les altes concentracions d'etioplasts poden causar que les fulles apareguin grogues en lloc de verdes.
Aquests orgànuls de les plantes contenen cossos prolamel·lars, els quals són agregacions de membrana de xarxes semicristallines de túbuls embrancats que porten el pigment precursor per la clorofil·la. Aquests cossos prolamel·lars estan disposats gairebé sempre en patrons geomètrics.
Es converteixen en cloroplasts via l'estimulació de la síntesi de clorofil·la per la fitohormona citoquinina aviat després de l'exposició a la llum. Els tilacoides i els granes sorgeixen dels cossos prolamel·lars durant aquest procés.